# 9 هـ
9 هـ هي سنة في التقويم الهجري امتدت مقابلةً في التقويم الميلادي سنتي 630 و631.

## أحداث
- سرية قطبة بن عامر إلى خثعم
- سرية الضحاك بن سفيان الكلابي إلى بني كلاب
- سرية علقمة بن مجزر المدلجي
- سرية علي بن أبي طالب إلى الفلس
- غزوة تبوك
- بعث خالد بن الوليد إلى أكيدر دومة
- بناء مسجد الضرار
- إسلام وفد ثقيف
- قدوم وفد بارق إلى النبي محمد
- قدوم وفد تميم إلى النبي محمد
- قدوم بني عامر إلى النبي محمد
- قدوم ضمام بن ثعلبة عن بني سعد بن بكر
- قدوم وفد عبد قيس إلى النبي محمد
- قدوم بني حنيفة إلى النبي محمد
- إسلام عدي بن حاتم
- قدوم وفد كندة إلى النبي محمد
- حجة أبي بكر
- رسائل النبي محمد إلى الملوك والأمراء
- قدوم وفد همدان إلى النبي محمد

## مواليد
- عبد الله بن الحارث بن نوفل

## وفيات
- أم كلثوم بنت محمد
- زيد بن سعنة
- زيد الخير
- سهيل بن البيضاء